# Cranford
Cranford es una adaptación de las novelas de Elizabeth Gaskell que narra la historia de la gente de Cranford, una villa inglesa, hacia 1840. Emitida por la BBC en cinco episodios de una hora de duración.

## Reparto
| Actor              | Papel                   |
| ------------------ | ----------------------- |
| Francesca Annis    | Lady Ludlow             |
| Dame Eileen Atkins | Deborah Jenkyns         |
| Claudie Blakley    | Martha                  |
| John Bowe          | Dr. Morgan              |
| Andrew Buchan      | Jem Hearne              |
| Jim Carter         | Captain Brown           |
| Dame Judi Dench    | Matilda 'Matty' Jenkyns |
| Lisa Dillon        | Mary Smith              |
| Alex Etel          | Harry Gregson           |
| Emma Fielding      | Laurentia Galindo       |
| Deborah Findlay    | Augusta Tomkinson       |
| Barbara Flynn      | Mrs. Jamieson           |
| Sir Michael Gambon | Thomas Holbrook         |
| Philip Glenister   | Edmund Carter           |
| Selina Griffiths   | Caroline Tomkinson      |
| Hannah Hobley      | Bertha                  |
| Alex Jennings      | Reverend Hutton         |
| Dean Lennox Kelly  | Job Gregson             |
| Lesley Manville    | Mrs. Rose               |
| Joe McFadden       | Dr. Jack Marshland      |
| Julia McKenzie     | Mrs Forrester           |
| Kimberley Nixon    | Sophy Hutton            |
| Alistair Petrie    | Major Gordon            |
| Julia Sawalha      | Jessie Brown            |
| Martin Shaw        | Peter Jenkyns           |
| Imelda Staunton    | Octavia Pole            |
| Finty Williams     | Clara Smith             |
| Greg Wise          | Sir Charles Maulver     |
| Simon Woods        | Dr. Frank Harrison      |

## Secuela
En 2009 se estrenó una secuela bajo el nombre de Return to Cranford, que consta de dos episodios y que fue emitida por la BBC One.

### Reparto
| Actor               | Papel                   |
| ------------------- | ----------------------- |
| Francesca Annis     | Lady Ludlow             |
| Claudie Blakley     | Martha                  |
| Andrew Buchan       | Jem Hearne              |
| Jim Carter          | Captain Brown           |
| Tim Curry           | Signor Brunoni          |
| Judi Dench          | Matilda 'Matty' Jenkyns |
| Lisa Dillon         | Mary Smith              |
| Michelle Dockery    | Erminia                 |
| Alex Etel           | Harry Gregson           |
| Emma Fielding       | Laurentia Galindo       |
| Deborah Findlay     | Augusta Tomkinson       |
| Barbara Flynn       | Mrs Jamieson            |
| Debra Gillett       | Mrs. Johnson            |
| Celia Imrie         | Lady Glenmire           |
| Tom Hiddleston      | William Buxton          |
| Alex Jennings       | Reverend Hutton         |
| Rory Kinnear        | Septimus                |
| Nicholas Le Prevost | Peter Jenkyns           |
| Julia McKenzie      | Mrs Forrester           |
| Jonathan Pryce      | Mr. Buxton              |
| Adrian Scarborough  | Mr. Johnson             |
| Imelda Staunton     | Octavia Pole            |
| Jodie Whittaker     | Peggy Bell              |
| Greg Wise           | Sir Charles Maulver     |

## Premios
Globos de Oro
| Año       | Categoría                                               | Candidato                   | Resultado |
| --------- | ------------------------------------------------------- | --------------------------- | --------- |
| 2009      | Mejor miniserie o telefilme                             | Mejor miniserie o telefilme | Nominados |
| 2011 2009 | Mejor actriz actriz de miniserie o telefilme            | Judi Dench                  | Nominada  |
| 2009      | Mejor actriz de reparto de serie, miniserie o telefilme | Eileen Atkins               | Nominada  |

Premios BAFTA
| Año  | Categoría                    | Candidato       | Resultado |
| ---- | ---------------------------- | --------------- | --------- |
| 2010 | Mejor actriz de reparto - TV | Imelda Staunton | Nominada  |
| 2007 | Mejor actriz - TV            | Eileen Atkins   | Ganadora  |
| 2007 | Mejor actriz - TV            | Judi Dench      | Nominada  |

Premios Primetime Emmy
| Año       | Categoría                                       | Candidato       | Resultado |
| --------- | ----------------------------------------------- | --------------- | --------- |
| 2010      | Mejor actor de reparto - Miniserie o telefilme  | Jonathan Pryce  | Nominado  |
| 2010 2008 | Mejor telefilme                                 | Mejor telefilme | Nominado  |
| 2010 2008 | Mejor actriz - Miniserie o telefilme            | Judi Dench      | Nominada  |
| 2008      | Mejor actriz de reparto - Miniserie o telefilme | Eileen Atkins   | Ganadora  |